# مقاطعة سميث (كانساس)
مقاطعة سميث (بالإنجليزية: Smith County)‏ هي إحدى المقاطعات في ولاية كانساس، الولايات المتحدة الأمريكية.